# Episodi di The Messengers
La prima e unica stagione della serie televisiva The Messengers, composta da 13 episodi, è stata trasmessa dal 17 aprile al 24 luglio 2015 sul canale statunitense The CW.
In Italia, la stagione va in onda dal 6 novembre 2016 su Rai 4. 
| nº | Titolo originale           | Titolo italiano              | Prima TV USA   | Prima TV Italia  |
| -- | -------------------------- | ---------------------------- | -------------- | ---------------- |
| 1  | Awakening                  | Il risveglio                 | 17 aprile 2015 | 6 novembre 2016  |
| 2  | Strange Magic              | Strana magia                 | 24 aprile 2015 | 6 novembre 2016  |
| 3  | Path to Paradise           | Sentieri per il Paradiso     | 1º maggio 2015 | 13 novembre 2016 |
| 4  | Drums of War               | Tamburi di guerra            | 8 maggio 2015  | 13 novembre 2016 |
| 5  | Eye in the Sky             | L'occhio nel cielo           | 15 maggio 2015 | 20 novembre 2016 |
| 6  | Metamorphosis              | Metamorfosi                  | 22 maggio 2015 | 20 novembre 2016 |
| 7  | Deus Ex Machina            | Deus Ex Machina              | 29 maggio 2015 | 27 novembre 2016 |
| 8  | A House Divided            | Famiglie imperfette          | 5 giugno 2015  | 27 novembre 2016 |
| 9  | Death Becomes Her          | L'accordo col diavolo        | 12 giugno 2015 | 4 dicembre 2016  |
| 10 | Why We Fight               | I fratelli Plowman           | 19 giugno 2015 | 4 dicembre 2016  |
| 11 | Harvest                    | La vendemmia                 | 10 luglio 2015 | 11 dicembre 2016 |
| 12 | Spark of Hope              | Scintilla di speranza        | 17 luglio 2015 | 11 dicembre 2016 |
| 13 | Houston, We Have a Problem | Houston, abbiamo un problema | 24 luglio 2015 | 11 dicembre 2016 |